# Mercedes-Benz 770
El Mercedes-Benz 770, también conocido como  Großer Mercedes (en alemán "Gran Mercedes"), era un automóvil grande de lujo construido por Mercedes-Benz de 1930 a 1943. Es quizá más conocido por las imágenes de archivo de los oficiales del alto mando de la Alemania nazi antes y durante la Segunda Guerra Mundial. Entre sus propietarios destacan Adolf Hitler, Hermann Göring, Heinrich Himmler y Reinhard Heydrich.

## Primera serie (W 07)

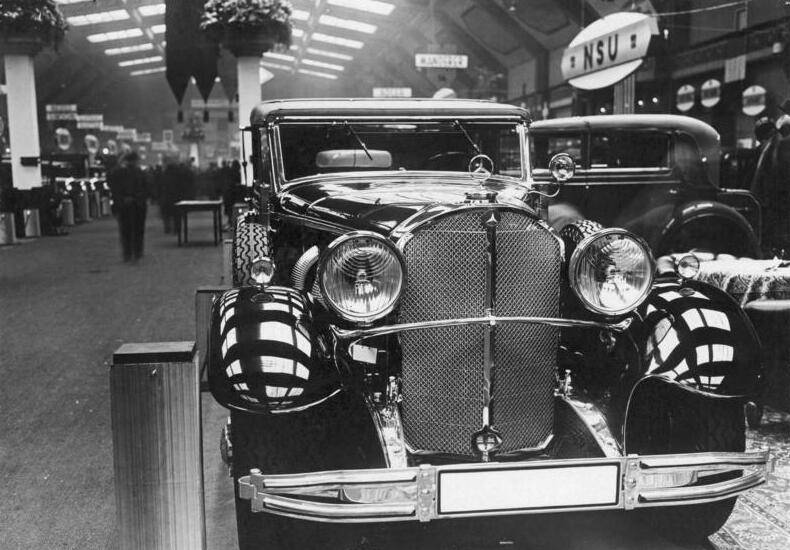
Mercedes Benz 770 (W07) encima exhibición en el 1931 Motor de Berlín Espectáculo

El 770 fue introducido en 1930 como sucesor del Mercedes-Benz tipo 630, con el código interno W07. Estos costosos coches eran principalmente utilizados como vehículos estatales. Entre sus usuarios destacan Paul von Hindenburg, el Emperador Hirohito y el Papa Pío XI . Adolf Hitler utilizó un 770 de 1931 en adelante. Desde 1938 se construyeron 117 autos de la serie W 07.
La versión W07 del 770 era propulsada por un motor en línea de ocho cilindros de 7655 cc (467.1 cu en) con capacidad de un elevado cilindraje y pistones de aluminio. Este motor producía 150 caballos de potencia (110 kW) en 2800 rpm sin sobrealimentador. Un sobrealimentador tipo root, el cual estuvo ocupado a toda velocidad, elevaría la potencia a 200 caballos de potencia (150 kW) en 2800 rpm, que podría impulsar el auto a 160 kilómetros por hora (99,4 mph). La transmisión tenía cuatro relaciones de cambio, en las cuales la tercera era directa y la cuarta era un multiplicador Overdrive (mecánica).
El W07 tuvo un chasis en caja suspendido por una suspensión de ballesta de eje rígido. Las dimensiones variarían con coachwork, pero el chasis tuvo una batalla de 3750 mm (147.6 en) y una pista de frente igual a la pista trasera de 1500 mm (59.1 en).

## Segunda serie (W 150)

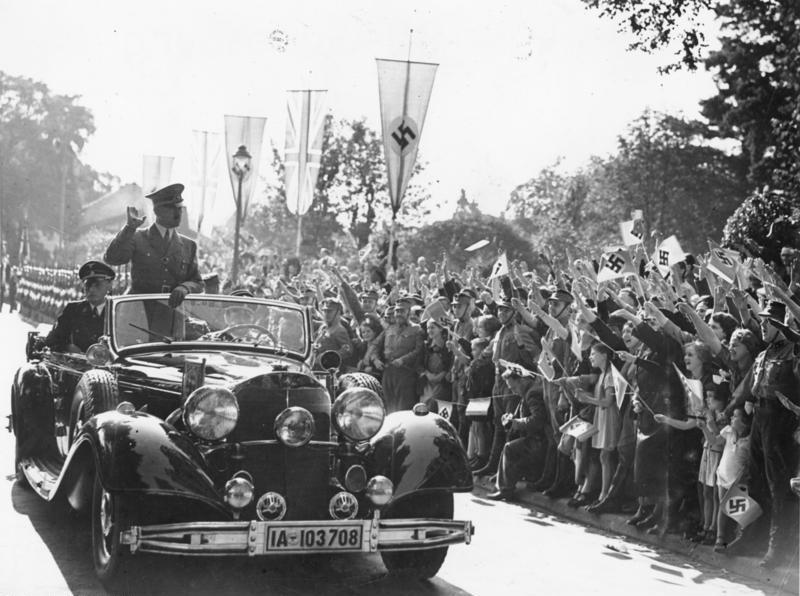
Hitler en un W150 cabriolet en Malo Godesberg, 1938

El 770 fue sustancialmente revisado en 1938, lo que resultó en la nueva designación interna W 150. El chasis nuevo estuvo hecho con tubos de sección ovalada y estuvo suspendido de múltiples amortiguadores, con suspensión independiente en frente y un eje de Dion en la parte trasera.
El motor tuvo la misma arquitectura básica que el W07, pero fue puesto a punto para producir 155 caballos de fuerza (116 kW) en 3000 rpm sin sobrealimentación y 230 caballos de fuerza (170 kW) en 3200 rpm con sobrealimentador. La transmisión ahora tuvo cinco proporciones de delantero con una cuarta marcha directa y un overdrive quinto.
Hasta 1938, el enorme W150 fue la limosina alemana más cara en venta, aunque no aparezca en ninguna lista de precios: el precio estuvo publicado meramente "a petición". 88 W150 estuvieron construidos antes de que la producción del chasis acabara en 1943.[6] Los últimos coches eran ensamblados y entregados a sus compradores en 1944.

## 770 supervivientes

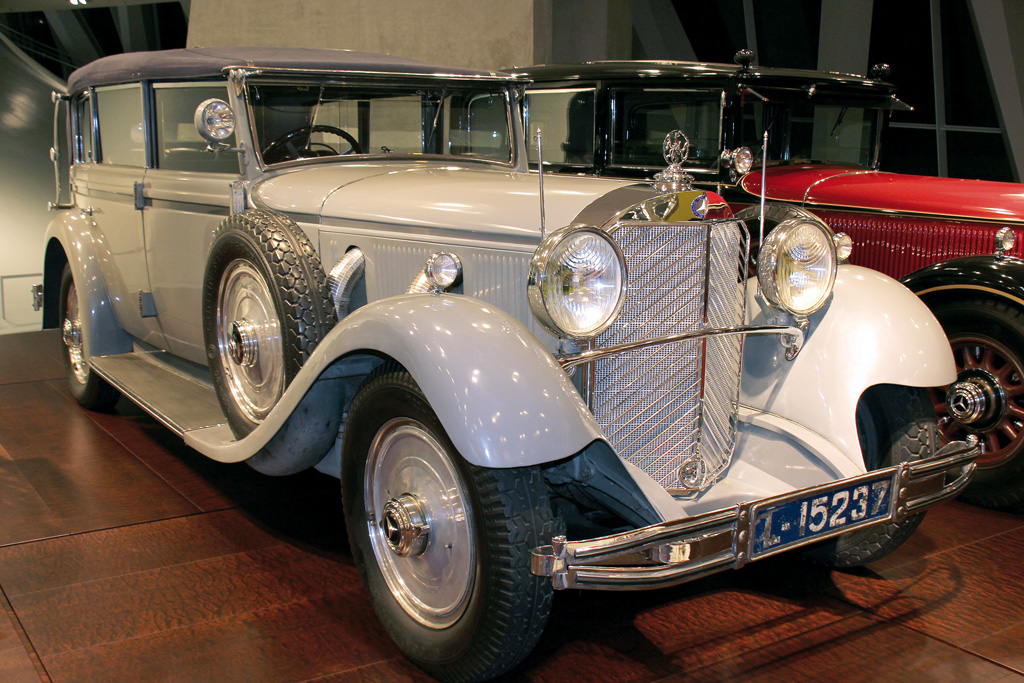
Mercedes-Benz 770 de 1932 cabriolé "Mayor ", propiedad del emperador Guillermo II de Alemania.

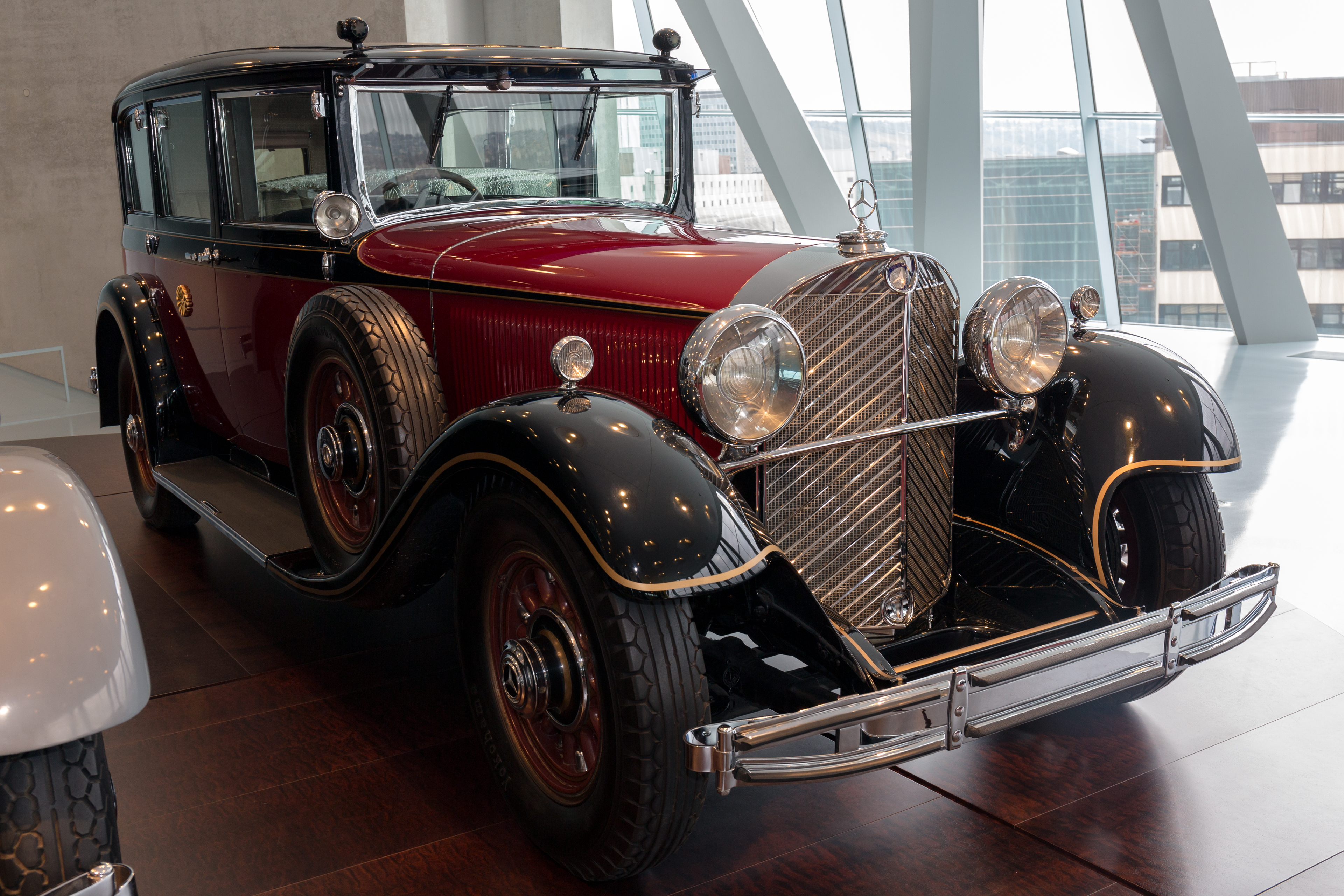
Mercedes-Benz 770 de 1935; limusina utilizada por el Emperador Hirohito.

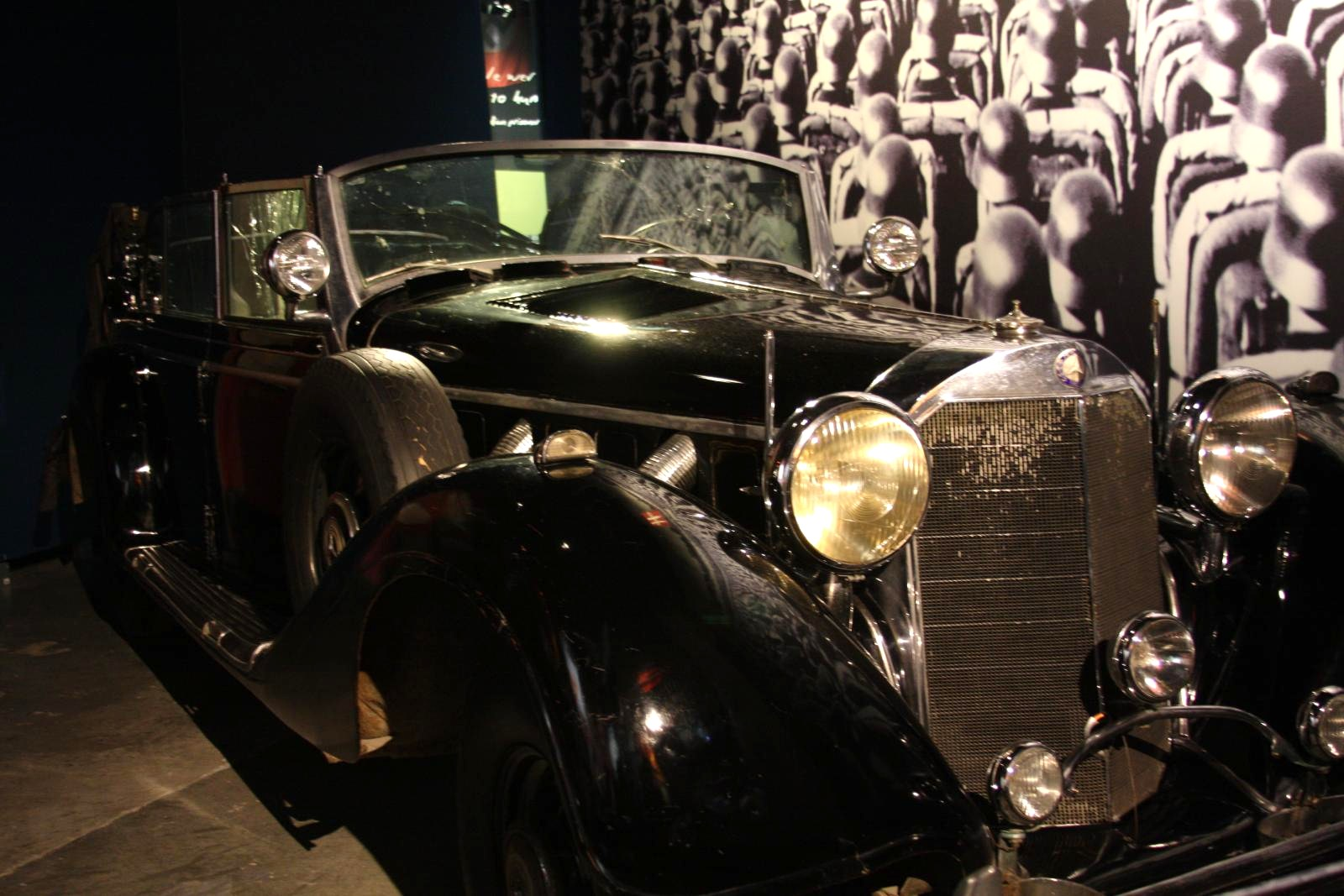
Mercedes-Benz 77 de 1940 (W150) utilizado por Hitler, expuesto en el museo de guerra canadiense.

El museo de guerra canadiense en Ottawa exhibe uno de los siete coches utilizados por Hitler. Un soldado estadounidense descubrió este W150 de 1940 en Austria al final de la guerra. Este fue embarcado a los Estados Unidos y finalmente vendido a un empresario de Quebec, quien más tarde lo donó al museo. Originalmente se creía que este auto era de propiedad de Hermann Göring, pero una investigación posterior concluyó que esta unidad era de propiedad de Hitler.
El 770K que originalmente perteneció al Mariscal de Finlandia Carl Gustaf Emil Mannerheim fue vendido a un coleccionista americano después de la Segunda Guerra Mundial. Esté presentado en el 1951 cuadro de movimiento El Zorro de Desierto: La Historia de Rommel como el coche de desfile de Hitler. En 1973, esta unidad de Mannerheim se indicó erróneamente que era la limusina de desfile de Adolf Hitler, fue vendido en subasta por $153,000, el cual fue el monto de dinero más alto nunca pagado para un coche en subasta en aquel tiempo. Esto rompió el récord anterior para un coche antiguo, el cual había sido de $90,000 para el Duesenberg de Greta Garbo en el otoño de 1972. Este fue vendido a Earl Clark, un empresario de Lancaster, Pensilvania; quién quiso el coche para un parque llamado Dutch Wonderland. Desde 1984, el auto de Mannerheim es propiedad del General William Lyon.
Otro 770 fue vendido en la misma subasta, por $93,000. El mayor postor fue Bily  C. Tanner, un desarrollador de Alabama y el director de campaña presidencial de George Wallace en 1964. Aun así, no pudo asegurar la financiación para completar la transacción y posteriormente vendió su opción a Don Tidwell, un fabricante de casas rodantes.[cita requerida]
En noviembre de 2009, un millonario ruso anónimo adquirió presuntamente uno de los 770K de Hitler por varios millones de euros.
En el número de junio de 2010 de la revista del club noruego de Mercedes Benz se mostró un artículo de un 770 Offener Tourenwagen (W150). Este fue traído a Noruega en 1941 por el General Nikolaus von Falkenhorst. Después de la Segunda Guerra Mundial, este fue utilizado por el Rey de Noruega. Este fue vendido más tarde  a un comprador en los Estados Unidos. El coche ganó el premio para el auto más bello de pre-guerra en el prestigioso Concurso de elegancia Pebble Beach en el 2001.[cita requerida]
Otros dos 770 fueron llevados a Noruega durante la guerra, uno para Josef Terboven y otro para Vidkun Quisling. La revista The Norsk Motorveteran publicó un artículo acerca de uno de los coches, el cual declaró que estaba exhibido para la venta al público, pero aparentemente nadie quiso comprarlo a pesar del bajo precio de kr50 coronas noruegas. Finalmente el auto fue deshuesado y todo lo que quedó fue el vidrio antibalas.[cita requerida]
Hay un Mercedes-Benz Cat Man 770 Grosser de 1938 en el Museo de Caramulo en Portugal. Este coche es blindado y su construcción fue ordenada por el PVDE, la policía secreta interna portuguesa, después del intento de bomba de 1937 contra el dictador portugués António Salazar.
Un 770K negro de 1938 , se exhibe en el Museo de la Automoción y la Tecnología de Sinsheim en Alemania, presuntamente pertenecía a la oficina de gobierno central alemana y fue utilizado por Adolf Hitler durante desfiles. El auto estaba equipado con una armadura de piso a prueba de minas, además de las ventanas y carrocería antibalas. Aun así, como coche de desfile convertible, la protección de los ocupantes estuvo limitada.
Hay un 770K de 1939 en exhibición en el Museo Automovilístico Southward en Paraparaumu, Nueva Zelanda. Se cree que fue concebido como un regalo para Eduardo VIII después de la planificada invasión alemana de Gran Bretaña.
Un 770K Cabriolet B de 1939 ha hecho al menos una presentación en el Concurso de elegancia Pebble Beach en California. Este coche es un convertible de dos puertas y cinco pasajeros, lo que lo hace particularmente inusual; ya que la mayoría de coches W150 fueron construidos como limusinas o limusinas convertibles. Presenta un acabado en rojo oscuro con interior en cuero. El coche es propiedad de la familia de William Lyon.
La Guardia Real española tiene un 770 en el Palacio Real de El Pardo en Madrid, el cual fue utilizado por Francisco Franco.
Un 770K que perteneció al rey Abd Allah I de Jordania se encuentra exhibido en el Museo Real del automóvil localizado en Amán.